# Kiauta
Kiauta je priimek v Sloveniji, ki ga je po podatkih Statističnega urada Republike Slovenije na dan 1. januarja 2010 uporabljalo 8 oseb.

## Znani nosilci priimka
- Andreja Grošelj Kiauta (*1945), filologinja, predavateljica latinščine
- Boštjan Kiauta (1937—2022), biolog, zoolog-entomolog, jamar; akademik
- Dušica-Marija Kiauta (1940—2023), bibliotekarka, vodja indok službe s področja onkologije
- Georg Kiauta (*1964), fizik
- Ladislav Kiauta (1914—1990), novinar, pisatelj, humorist
- Lojze Kiauta (1908—1991), ekonomist, gospodarstvenik, univ. prof.
- Marianne Kiauta-Brink (*1948), prevajalka, pesnica (haiku) ... nizozemskega rodu
- Marija Kiauta (r. Stupica) (1911—2005), romanistka, komparativistka, latinistka
- Marija Kiauta (por. Javoršek) (1939—2024), knjižničarka, prevajalka, leksikografka
- Marko Kiauta (*1948), elektroinženir
- Milan Kiauta (1909—1987), pravnik
- Rajko Kiauta (1900—1993), statistik, direktor Zavoda za statistiko (1954–67)
- Tomaž Kiauta (*1948), zdravnik nevrolog, dr. zn.